# ارنست مایر (دانشمند رایانه)
ارنست مایر (انگلیسی: Ernst Mayr؛ زادهٔ ۱۸ مهٔ ۱۹۵۰) دانشمند در زمینه علوم رایانه و ریاضیات اهل آلمان است.